# 사우스센티널섬
사우스센티널섬은 벵골만에 위치한 안다만 제도의 섬 중 하나이다. 동북쪽에서 서남쪽으로는 길이 1.6km, 너비 1km 정도이다. 근처의 노스센티널섬보다 크기는 한참 작으며 현재는 무인도이다. 행정 구역상으로는 인도 연방 직할지인 안다만 니코바르 제도의 일부로, 사우스안다만구의 포트블레어에 속한다.